# Belvedere di Spinello
Belvedere di Spinello (en calabrais : Belluvidiri) est une commune italienne située dans la province de Crotone, en Calabre, dans le Mezzogiorno.

## Histoire
La commune est formée des deux villages distincts de Belvedere et Spinello, unifiés en 1863. Elle abrite depuis le XVe siècle une communauté arberèche désormais assimilée.

## Administration
| Période                                  | Période   | Identité               | Étiquette | Qualité |
| ---------------------------------------- | --------- | ---------------------- | --------- | ------- |
| 2024                                     | en charge | Antonio Giuseppe Amato |           |         |
| Les données manquantes sont à compléter. |           |                        |           |         |

### Communes limitrophes
Casabona, Castelsilano, Rocca di Neto, Santa Severina.